# Pentasíl·lab
El pentasíl·lab és un vers de cinc síl·labes mètriques, per tant d'art menor. Són molt freqüents en la poesia popular, però no en la poesia amorosa o en la poesia narrativa, i tampoc no han estat gaire utilitzats per la poesia medieval catalana.
Exp.
Flor de romaní
l'amor fa venir;
en el fenollar,
l'amor fugirà.
J. Carner